# La extraña dama
A Estranha Dama (La Extraña Dama) foi uma telenovela argentina, produzida por Omar Romay e exibida pelo Canal 9 em 1989.
É uma história original de Lucy Gallardo.
A trama foi protagonizada por Luisa Kuliok e Jorge Martínez e antagonizada por Maria Rosa Gallo.

## Sinopse
Começo do século XX. Gina é uma doce garota que vive no campo com seu irmão Domênico, um homem frívolo que sofre de alcoolismo. Um dia, enquanto colhe flores no campo, Gina conhece Marcelo Ricchiard, um rico homem, e sua vida muda completamente. O invejoso Domênico impede o namoro dos dois, então, Marcelo volta para a cidade e se casa com sua prometida Elsa, escolhida por seu pai.
Gina fica grávida, desamparada por todos, a moça adoece e é abrigada no Convento da Adoração. Em um parto complicado que quase a leva à morte, Gina pede à Deus que salve sua filha. Finalmente a menina nasce e é chamada de Fiamma, que significa fogo. Ainda debilitada, Gina pede para que as freiras do convento entreguem Fiamma a seu pai. Marcelo, já casado, leva a menina para ser criada por Gertrudes, sua babá da infância.
Marcelo também tem uma filha com sua esposa Elsa, que por ter uma saúde frágil falece muito cedo, então ele cria as duas filhas juntas, Fiamma e Virgínia. Enquanto isso, Gina, em agradecimento à Deus, se torna freira e é mandada para a Itália para estudar.
Passam-se então longos 17 anos, Gina agora tem uma nova identidade, ela é Irmã Piedade e é enviada de volta para o Convento da Adoração. Lá ela faz muita amigas, como Irmã Beatriz, que sempre a ajuda em suas dificuldades, mas por outro lado encontra uma terrível inimiga, Irmã Paulina, uma ambiciosa mulher, que vive entre a fé e o poder.
Voltar ao lugar que marcou seu passado faz reviver a Gina que vivia adormecida dentro de Irmã Piedade, que descobre uma passagem secreta no convento, por onde escapa à noite, tomando uma outra identidade: a de uma mulher luxuosa e cheia de mistérios, uma verdadeira estranha dama a Baronesa de Manfred. Nessa vida dupla, ela reencontra Marcelo que não a reconhece.
Fiamma foi criada com muito amor por seu pai, mas a moça tem uma grande decepção: sua irmã Virgínia é prometida a Aldo, o amor de sua vida. Contudo, Virgínia é apaixonada por Carlos, um homem muito mais velho que ela e amigo de seu pai. Então, Fiamma decide tornar-se freira e ingressa ao Convento da Adoração, onde conhece irmã Piedade.
Ao deixar sua filha no convento, Marcelo encontra irmã Piedade e então tem a certeza de que ela é Gina, a mãe de Fiamma. Gina ou Irmã Piedade? Ela não tem mais descanso, está dividida entre a fé e a carne, ela é uma estranha dama que está disposta a vencer.

## Elenco
- Luiza Kuliok - Gina Falcone / Irmã Piedade / Baronesa de Manfredi
- Jorge Martinez - Marcelo Ricchardi
- Andrea Barbieri - Fiamma Ricciardi Parresi Falcone de Guillón
- Margarita Ros - Virginia Ricciardi Parresi de Uboldi
- Gustavo Garzon - Carlos Uboldi
- Raúl Rizzo - Pedro Guillón
- Ana Maria Campoy - Valéria Uboldi
- Maria Rosa Gallo - Irmã Paulina
- Gabriel Corrado - Aldo Guillón
- Hilda Bernard - Irmã Sacramento
- Aldo Barbero - Domênico Falcone
- Hugo Castro - Luciano
- Mónica Santibañez - Irmã Beatriz
- Ivo Cutzarida - Alberto
- Marta Albertini - Elza Parresi de Ricciardi
- Lita Soriano - Gertrudes
- Tony Vilas - Dom Nicoli
- Alfredo Iglesias - Dom Estevão Linhares
- Victor Hugo Rivas - Mário
- Perla Santalla - Irmã Caridade
- Marisel Antonione - Diana
- Raúl Aubel - Monsenhor Tredini
- Alejandra Darin - Susana Nicoli
- Juan Carlos Galván - Dom Estier
- Mabel Pessen - Irmã Catarina
- Néstor Hugo Rivas - Roberto Parresi
- Raúl Rossi - Monsenhor Capetto
- Deborah Warren - Anette
- Tincho Zabala - Tomás Parresi
- Adriana Halock - Hilda
- Berta Castelar - Irmã Celina
- Ivonne Fournery - Irmã Angélica
- Patricia Rozas - Irmã Irene
- Viviana Sáez - Loretta
- Andrea Tenuta - Vitória
- Adolfo Yanelli - Miguel

## Exibição no Brasil
Foi exibida pelo SBT entre 11 de março a 30 de julho de 1992, em 121 capítulos, às 21h30 substituindo Simplesmente Maria e sendo substituída por Topázio.
Foi reprisada pelo SBT a menos de um mês do seu término entre 24 de agosto de 1992 a 2 de janeiro de 1993, em 111 capítulos, juntamente com Ambição nas Novelas da Tarde e foi substituída por Carrossel.

## Curiosidades
- No Brasil, a abertura da novela foi completamente diferente da original, e o tema de abertura foi uma versão em português do original, cantado pela cantora Cláudya.
- A Rede OM exibiu a sua continuação Soy Gina com o título O Regresso Da Estranha Dama entre 3 de agosto a 6 de novembro de 1992 porém sua exibição foi cancelada.[1]
- Foi exibida em Portugal na RTP1, de 11 de agosto de 1997 a 30 de janeiro de 1998, sendo a única novela argentina a ser exibida na emissora.